# Rudolf Tippelt
Rudolf Tippelt (* 12. März 1951 in München) ist ein deutscher Erziehungswissenschaftler und Professor i. R. für Allgemeine Pädagogik und Bildungsforschung an der Ludwig-Maximilians-Universität München.

## Leben und Werk
Nach einer Lehre begann er 1970 ein Studium in München, Heidelberg, London und Canterbury, das er 1977 mit einem Magister in Pädagogik, Soziologie und Psychologie an der Ruprecht-Karls-Universität Heidelberg abschloss. 1981 folgte am erziehungswissenschaftlichen Institut der Universität Heidelberg bei Volker Lenhart die Promotion in Erziehungswissenschaft und 1989 die Habilitation.
1987 bis 1991 war er stellvertretender Direktor am baden-württembergischen Landesinstitut für allgemeine Weiterbildung in Mannheim. 1991 wurde er Professor in Freiburg im Breisgau, seit 1998 in München, wo er zeitweise auch Dekan der Fakultät wurde. Von 2005 bis 2010 war Tippelt Vorsitzender der Deutschen Gesellschaft für Erziehungswissenschaft (DGfE). Seit 2016 ist er im Ruhestand. Trotzdem hat Tippelt noch viele Funktionen inne, u. a. seit 2007 Mitglied des wissenschaftlichen Beirats des Deutschen Jugendinstituts e. V. und ab 2024 das Goethe-Teaching-Professorship am Institut für Sozialpädagogik & Erwachsenenbildung der Goethe-Universität Frankfurt.
Seine Arbeitsschwerpunkte sind:
- lebenslanges Lernen und Kompetenzentwicklung
- Bildungsforschung (inkl. Bildungsplanung im internationalen Kontext)
- Jugendforschung
- Bildungsprozesse über die Lebensspanne
- Übergang von Bildung in Beschäftigung
- Fortbildung des pädagogischen Personals (im internationalen Kontext)
- berufliche Weiterbildung und Erwachsenenbildung.

## Schriften
- (Hrsg., mit Bernhard Schmidt-Hertha): Handbuch Bildungsforschung. 4. Auflage. Springer VS, Wiesbaden 2020, ISBN 978-3-531-20002-6
- (Hrsg., mit Aiga von Hippel): Handbuch Erwachsenenbildung/Weiterbildung. 6. Auflage. Springer VS, Wiesbaden 2018, ISBN 978-3-531-19978-8
- (Hrsg., mit Dieter Nittel und Julia Schütz): Pädagogische Arbeit im System des lebenslangen Lernens. Ergebnisse komparativer Berufsgruppenforschung. Beltz Verlag, Weinheim/Basel 2014, ISBN 978-3-7799-4263-4
- (Hrsg., mit Heinz-Elmar Tenorth): Beltz Lexikon Pädagogik. Beltz Verlag, Weinheim/Basel 2007, ISBN 978-3-407-29145-5
- (Hrsg., mit Stefan Aufenanger, Franz Hamburger und Luise Ludwig): Bildung in der Demokratie. Beiträge zum 22. Kongress der Deutschen Gesellschaft für Erziehungswissenschaft. aus der Schriftenreihe der Deutschen Gesellschaft für Erziehungswissenschaft (DGfE), Verlag Barbara Budrich, Opladen/Farmington Hills 2010, ISBN 978-3-86649-318-6
- (Hrsg.) Steuerung durch Indikatoren. Methodologische und theoretische Reflektionen zur deutschen und internationalen Bildungsberichterstattung aus der Vorstandsreihe der Deutschen Gesellschaft für Erziehungswissenschaft, Verlag Barbara Budrich, Opladen/Farmington Hills 2009, ISBN 978-3-86649-246-2
- (Hrsg., mit Wolfgang Melzer): Kulturen der Bildung. Beiträge zum 21. Kongress der Deutschen Gesellschaft für Erziehungswissenschaft. aus der Schriftenreihe der Deutschen Gesellschaft für Erziehungswissenschaft (DGfE), Verlag Barbara Budrich, Opladen/Farmington Hills 2009, ISBN 978-3-86649-230-1
- (Hrsg., mit Werner Thole, Hans-Günther Roßbach und Maria Fölling-Albers): Bildung und Kindheit. Pädagogik der Frühen Kindheit in Wissenschaft und Lehre. Verlag Barbara Budrich, Opladen/Farmington Hills 2008, ISBN 978-3-86649-154-0
- (Hrsg., mit Klaus-Jürgen Tillmann, Thomas Rauschenbach und Horst Weishaupt): Datenreport Erziehungswissenschaft 2008. Verlag Barbara Budrich, Opladen/Farmington Hills 2008, ISBN 978-3-86649-179-3

## Interview
- Netzwerk Angewandte Alternsforschung NAR, Ruprecht-Karls-Universität Heidelberg, Florian Bödecker im Interview mit Rudolf Tippelt am 7. Juli 2011, abgerufen am 5. April 2018.
- FernUniversität in Hagen, "Meet and Read Experts", Prof. Dr. Rudolf Tippelt: Empirische Bildungsforschung, abgerufen am 31. Oktober 2024.